# 동산로 (안산시)
동산로(Dongsan-ro)는 경기도 안산시 단원구 초지동 공단삼거리에서 단원구 선부동를 잇는 도로이다.

## 주요 경유지
경기도
- 안산시 단원구 (초지동 . 시우동)

## 노선 경로
| 이름                 | 접속 노선                | 경유지 | 경유지 | 비고 |
| -------------------- | ------------------------ | ------ | ------ | ---- |
| 공단삼거리           | 산단로                   | 단원구 | 초지동 |      |
| 신안산대학입구삼거리 | 신안산대학로             | 단원구 | 초지동 |      |
| 초지역사거리         | 국도 제39호선 (중앙대로) | 단원구 | 초지동 |      |
| 초지운동장사거리     | 화랑로                   | 단원구 | 초지동 |      |
| 선부11단지사거리     | 선부광장남로             | 단원구 | 초지동 |      |
| 선부파출소사거리     | 선부광장1로              | 단원구 | 선부동 |      |
| (이름 없음)          | 선부광장로               | 단원구 | 선부동 |      |

## 주요건물및 시설
- 공단파출소 (동산로 29/원시동 773-6)
- 반월공단우체국 (동산로 41/원시동 773-7)
- S-OIL 산업주유소 (동산로 42/원시동 777-4)
- 현대자동차 남안산대리점 (동산로 58/원시동 777)
- KT 원시빌딩 (동산로 47/원시동 773-3)
- 원시역 (동산로 지하50/원시동 804)
- 한국산업단지공단 경기지역본부 (동산로 57/원시동 773-2)
- 새마을금고 안산서부새마을금고 반월공단지점 (동산로 60/원시동 777-6)
- 신한은행 반월금융센터 (동산로 60/원시동 777-6)
- 경기도미술관 (동산로 268/초지동 667)